# Station Grzmiąca
Station Grzmiąca is een spoorwegstation in de Poolse plaats Grzmiąca.